# Megalochlamys tanaensis
Megalochlamys tanaensis är en akantusväxtart som beskrevs av K. Vollesen. Megalochlamys tanaensis ingår i släktet Megalochlamys och familjen akantusväxter. Inga underarter finns listade i Catalogue of Life.